# 陳浩基
陳浩基（ちん こうき、サイモン・チェン、1975年 - ）は香港の推理作家、SF作家、ホラー小説作家。男性。香港や台湾で作品を発表している。台湾推理作家協会の海外会員。

## 来歴
香港中文大学計算機科学系を卒業。Webサイトのデザインやゲームの企画、脚本の執筆、漫画の編集者などを務めた 。
2008年、第6回台湾推理作家協会賞で短編「傑克魔豆殺人事件（ジャックと豆の木殺人事件）」が最終候補に残る。翌年、第7回の同賞で短編2作「藍鬍子的密室（青髭公の密室）」、「窺伺藍色的藍（青き青を窺う）」がともに最終候補に残り、前者が受賞作となった。
2010年、コミックリズ映画小説賞（可米瑞智百萬電影小說獎）で長編ミステリ『合理推論（合理的な推理）』が第三席（春天出版社より出版予定）。同年、香港のSF作家・倪匡（げいきょう）の名を冠した第10回倪匡SF賞でSF短編「時間就是金錢（時は金なり）」が第三席。
2011年、『世界を売った男』が台湾の出版社が主催する公募の長編推理小説賞・第2回島田荘司推理小説賞を受賞した。
2015年、『13・67』で台北国際ブックフェア賞（小説部門）、第1回香港文学季推薦賞を受賞。
愛好する作家として、アーサー・コナン・ドイル、モーリス・ルブラン、横溝正史、京極夏彦、清涼院流水、石田衣良を挙げている。

## 作品リスト

### 単行本
推理小説
- 遺忘・刑警 （皇冠文化出版、2011年9月）
- 13・67 （皇冠文化出版、2014年6月）
- S.T.E.P. （皇冠文化出版、2015年3月） - 寵物先生（ミスターペッツ）と共著
- 網内人 （皇冠文化出版、2017年8月）

ホラー小説
- 倖存者 （明日工作室、2011年5月）
- 氣球人 （明日工作室、2011年7月） - 短編4編収録
- 魔蟲人間 （明日工作室、2011年9月）

ファンタジー小説
- 大魔法搜查線 1 （明日工作室、2012年6月）
- 大魔法搜查線 2 完結篇 （明日工作室、2012年7月）
- 山羊獰笑的剎那（皇冠文化出版、2018年3月）

### アンソロジー、雑誌等収録短編
- 推理小説
  - 「傑克魔豆殺人事件」 - 『魔鬼交易』（明日工作室、2008年3月）に収録
  - 「藍鬍子的密室」 - 『神的微笑』（明日工作室、2009年3月）に収録
  - 「窺伺藍色的藍」 - 『神的微笑』（明日工作室、2009年3月）に収録
  - 「物理學家的夢魘」 - 『闇黑密使』（明日工作室、2009年7月）に収録 - SFミステリ
  - 「隠身的X」 - 『九曲堂』創刊号（同人誌、2011年2月）、『岁月·推理』2012年10月銀版に収録
  - 「作家出道殺人事件」 - 『台灣推理作家協會會訊2011』（台湾推理作家協会、2011年5月）、『岁月·推理』2012年11月銀版に収録
  - 「加拉星第九號事件」 - 『台灣推理作家協會會訊2012』（台湾推理作家協会、2012年8月）、『岁月·推理』2013年1月銀版、『歧路島』創刊号（台湾推理作家協会、2014年5月）に収録 - SFミステリ
  - 「床板上的杀意」 - 2012年10月銀版に収録。陳嘉振、文善との競作
  - 「聖誕老人謀殺案」 - 『岁月·推理』2012年12月銀版に収録
  - 「惡魔黨殺（怪）人事件」 - 『岁月·推理』2013年6月銀版に収録
- SF小説
  - 「時間就是金錢」 - 『死亡考試：倪匡科幻獎作品集4』（貓頭鷹、2011年3月）に収録
- ホラー小説
  - 「氣球人」 - 『異能者』（明日工作室、2011年6月）に収録
  - 「肚臍」 - 『鬼門關』（明日工作室、2011年8月）に収録

## 日本語訳作品

### 単行本
- 『世界を売った男』（玉田誠 訳、文藝春秋、2012年6月、ISBN 978-4-16-381450-6 / 文春文庫、2018年11月、ISBN 978-4-16-791182-9）（原題：『遺忘・刑警』 2011年）
- 『13・67』（天野健太郎 訳、文藝春秋、2017年9月、ISBN 978-4-16-390715-4 / 文春文庫【上・下】、2020年9月、ISBN 978-4-16-791569-8 ISBN 978-4-16-791570-4）（原題：『13・67』 2014年）
- 『ディオゲネス変奏曲』（稲村文吾 訳、ハヤカワ・ポケット・ミステリ、2019年4月、ISBN 978-4-15-001942-6）（原題：『第歐根尼變奏曲』 2019年1月）
- 『網内人』（玉田誠 訳、文藝春秋、2020年9月、ISBN 978-4-16-391261-5）（原題『網内人』 2017年7月）

### アンソロジー、雑誌等収録短編
- 「青髭公の密室」（稲村文吾 訳、『オール讀物』文藝春秋、2018年8月号 掲載）（原題：「藍鬍子的密室」 2009年3月）
- 「藍（あお）を見つめる藍（あお）」（稲村文吾 訳、『ミステリマガジン』早川書房、2019年3月号 掲載）（原題：「窺伺藍色的藍」）
- 「ジャックと豆の木殺人事件」（玉田誠 訳、『オール讀物』文藝春秋、2019年8月号 掲載）（原題：「傑克魔豆殺人事件」 2008年3月）
- 「ヨルムンガンド Jörmungandr」（稲村文吾 訳、『島田荘司選 日華ミステリーアンソロジー』講談社、2021年3月、ISBN 978-4-06-523024-4）

## 受賞歴
- 2009年 - 第7回台湾推理作家協会賞（「青髭公の密室」）
- 2011年 - 第2回島田荘司推理小説賞（『世界を売った男』）
- 2015年 - 第8回台北国際ブックフェア賞（『13・67』）
- 2017年 - 第9回翻訳ミステリー大賞読者賞（『13・67』）
- 2018年 - 第15回本屋大賞翻訳小説部門第2位（『13・67』）[6]

## ミステリ・ランキング
週刊文春ミステリーベスト10
- 2017年 - 『13・67』海外部門1位
- 2019年 - 『ディオゲネス変奏曲』海外部門7位
- 2020年 - 『網内人』海外部門5位

このミステリーがすごい!
- 2018年 - 『13・67』海外編2位
- 2020年 - 『ディオゲネス変奏曲』海外編5位

本格ミステリ・ベスト10
- 2018年版 - 『13・67』海外1位
- 2020年版 - 『ディオゲネス変奏曲』海外3位
- 2021年版 - 『網内人』海外部門2位

ミステリが読みたい!
- 2020年版 - 『ディオゲネス変奏曲』海外編3位